# Мемориальный комплекс «Героям гражданской и Великой Отечественной войны» (Каменск-Шахтинский)
Мемориальный комплекс «Героям гражданской и Великой Отечественной войны» — мемориал в городе Каменск-Шахтинский Ростовской области. Открыт 9 мая 1971 года. Авторы мемориала: архитектор Л. В. Кузнецов, скульпторы А. Х. Джлаухян и Ю. В. Шубин.

## История
Первые декреты большевиков склонили казаков на сторону Советской власти. После длительной войны казаки вернулись в свои станицы. Земля рядовых казаков, согласно Декрету о земле, осталась не тронута. Казаки изначально не хотели бороться против Советской власти.
В январе 1918 года в станице Каменская проходил съезд представителей фронтовых казачьих полков. Делегаты съезда избрали Донской казачий Военно-революционный комитет, который провозгласил на Дону Советскую власть. До 1920 года станица Каменская входила в состав Область Войска Донского.
В эти же годы в Новочеркасске было образовано правительство во главе с Калединым. Донской казачий объявил войну правительству Калелина и избрал областной казачий военно-революционный комитет. Во главе комитета был поставлен участник Первой мировой войны, подхорунжий 6-й лейб-гвардии Донской казачьей Его Величества батареи Лейб-Гвардии Конной Артиллерии Ф. Г. Подтёлковым и также участник Первой мировой войны прапорщик М. В. Кривошлыковым. К этому времени на Дону шла гражданская война. Бои в Донбассе шли между Красной Армией и белогвардейцами есаула Василия Чернецова. Отряд Чернецова двинулся к станице Каменской, там красное казачество сформировало вооруженные отряды. 21 января между ними произошел бой. Во главе красных казаков был бывший войсковой старшина Голубов.
Вечером на станции Глубокая Подтелков зарубил пленного Черницова, а затем по его приказу были убиты взятые в плен офицеры. Отряды красных партизан станицы Каменской, угольных шахт Белой Калитвы, сел и хуторов Донецкого округа объединились с морозовскими отрядами и создали знаменитую Морозовско-Донецкую дивизию.
Зимой 1919 года гражданская война на донской земле приняла ожесточенный характер. 24 января 1919 года в стране вышла директива о расказачивании, подписанная председателем центрального комитета коммунистической партии Яковом Свердловым, вслед за ней пошла борьба шла на полное истребление казаков, последовали карательные акции красных. Казаки поднялись на борьбу за свое существование, однако контрреволюция не прошла. В 1920 году на Дону утвердилась Советская власть. Станица Каменская 28 марта 1927 года получила статус города, получившего название Каменск.
В годы Великой Отечественной войны с 19 июля 1942 года по 13 февраля 1943 года город Каменск был занят немецкими войсками. Юные каменчане принимали участие в «Молодой гвардии» г. Краснодона. Среди них были Шура Бондарева, Степа Сафонов, Василий Гуков.
За годы оккупации немцы казнили полторы тысячи жителей Каменска. В Каменске погиб и краснодонский молодогвардеец Степан Сафонов.
20 января 1943 года к городу подошли передовые части Красной Армии. Школьники рассказали красноармейцам о местах размещения немцев, их танков и орудий. Численность подошедшей группировки советских войск оказалось мала, её поддерживали несколько лёгких танков, поэтому войска не смогли освободить город. После того, как атака была отбита, фашисты устроили карательную акцию, в ходе которой они брали подряд всех ребят подходящего возраста, и после допросов с пытками расстреляли их в подвале здания, в котором ныне находится 12 гимназия. Всего фашисты расстреляли 48 школьников.

## Описание мемориала

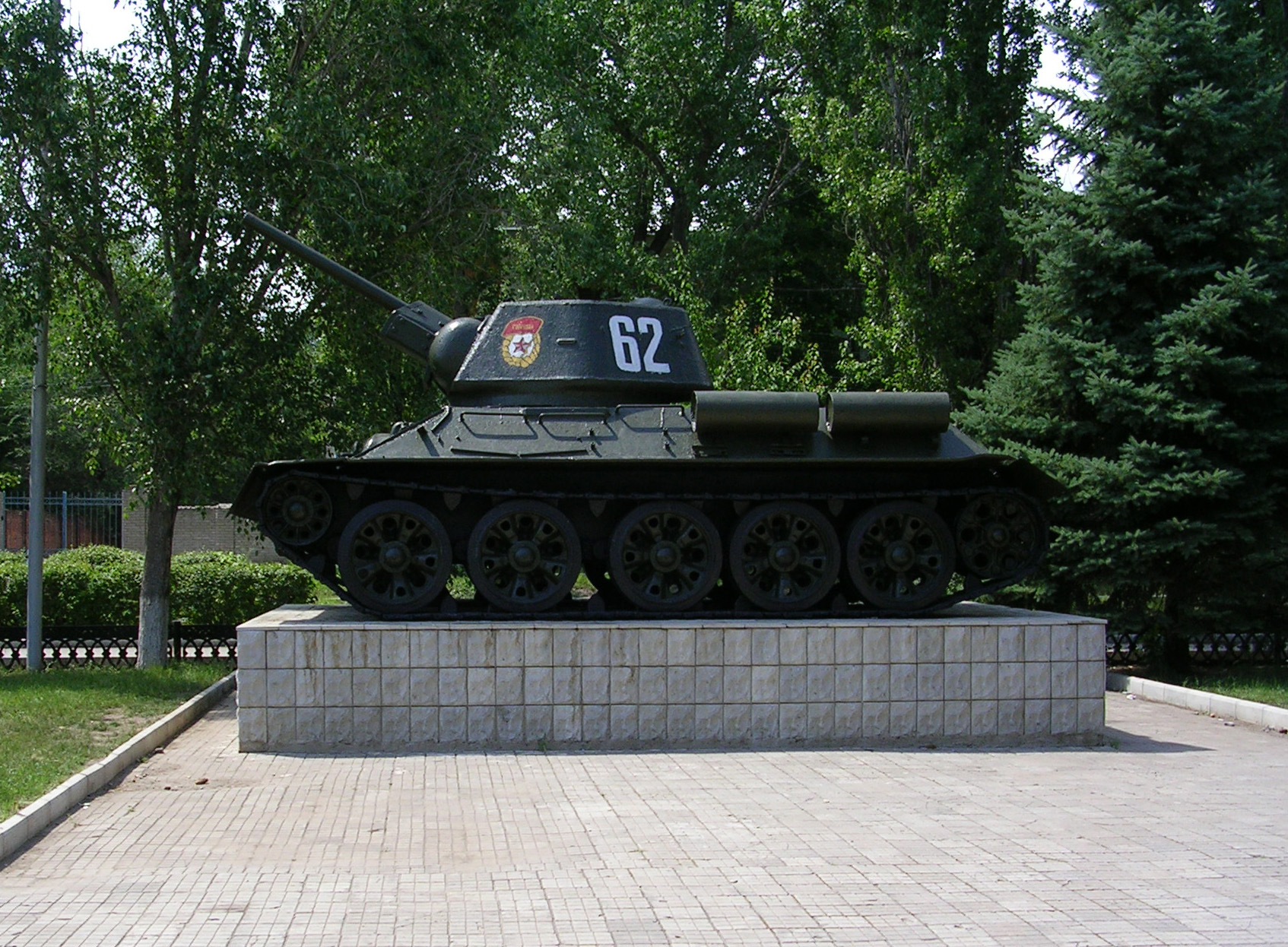

тах танки Т-34 и Т-70, плиты с именами погибших и похороненных воинов гражданской войны, продотрядовцев, воинов-освободителей, подпольщиков и убитых немцами жителей города, а также плиту в форме звезды с Вечным огнем.
Центральный воин в скульптурной композиции держит в руках склоненное знамя. Территория мемориала благоустроена.